# Фонд эффективной политики
Фонд эффекти́вной поли́тики (ФЭП) — российская некоммерческая организация, занимавшаяся проведением политических кампаний и созданием информационных проектов, прежде всего интернет-сайтов. Создана 25 июня 1995 года Глебом Павло́вским, Максимом Мейером, Маратом Гельманом и др. Точный штат ФЭПа и источники финансирования не публикуются. Многие сотрудники Фонда также были государственными служащими, политическими активистами (как прокремлёвской, так и оппозиционной направленности).
ФЭП прежде всего известен как организатор предвыборных мероприятий ряда политических объединений. Во второй половине 1990-х в дни различных выборов фонд организовывал публикацию в Интернете данных exit polls, что неформально противоречило российскому законодательству, но формально было законным из-за правовой неурегулированности Интернета в России.
Свои первые масштабные агитационные кампании фонд проводил для СПС, затем работал над президентской кампанией Владимира Путина. Позднее Павловский выступал как консультант Администрации президента. 24 апреля 2008 года президент Дмитрий Медведев наградил Павловского орденом «За заслуги перед Отечеством» второй степени.
27 апреля 2011 года Администрация президента России расторгла контракт с Фондом эффективной политики. Одной из причин этого, согласно предположениям, стала позиция Павловского по вопросу президентских выборов 2012 года. В интервью изданию «Деловой Петербург» Павловский говорил, что «тандем выполнил свою роль» и на повестку дня выходит иная задача — правовой нормализации государства: «Тандем уже фактически превратился в политический союз единомышленников. Путин уже не является личным гарантом единства России. Избиратель города, реальный человек средних слоев, не поверит, что есть один-единственный человек, который что-либо ему гарантирует. Гарантий он ждёт от ясной политики, от прочной государственно-правовой схемы».
25 мая 2011 года политолог Владимир Прибыловский сообщил, что «Сегодня в Фонде эффективной политики прошло собрание, на котором было объявлено, что в связи с финансовыми трудностями ФЭП практически полностью сворачивает свою деятельность, а большинство сотрудников увольняются без выходного пособия». Эта информация подтверждалась записями в Живом Журнале сотрудников Фонда.
Организация ликвидирована как юридическое лицо 2 сентября 2021 года.

## Проекты
Среди созданных при участии ФЭПа сайтов в Рунете:
- «Русский журнал»
- Лента.ру
- ВВП.ру
- Страна.ру (в 2002 переданы[8] в Интернет-дирекцию ВГТРК) — в состав входили:
  - Вести.ру
  - СМИ.ру
  - ИноСМИ.ру
  - vlast.rambler.ru
  - Украина.ру (2001)
  - ЦПИ России (2003)
  - Украинская газета ukr.ru (2004)
  - Кавказ. Страна.Ru
- Kreml.org
- Фонд «Общественное мнение» (2003)
- Радиокомпания «Маяк»

## Закрытые проекты
- http://e-russia.ru/ — первоначально "Интернет-канал, создан в целях информационной поддержки Федеральной целевой Программы «Электронная Россия на 2002—2010 годы»;
- http://www.hartia.ru/
- http://www.fasonline.ru/ — сайт сатирического журнала «Фас» (главный редактор — Михаил Леонтьев);
- http://www.civilforum.ru/ — Гражданский форум, информационное агентство гражданских союзов;
- http://www.elections.ru/ — информационное обеспечение выборов-2000.

## Сотрудники
- Максим Мейер — генеральный директор с марта 1997 г., заместитель начальника Главного управления внутренней политики Президента РФ до 2001 года[9];
- Наталья Аракелова — генеральный директор (2002—2021);
- Никита Иванов — бывший вице-президент ФЭП, бывший советник замруководителя администрации президента по внешней политике[10];
- Марина Литвинович — оппозиционная журналистка (в ФЭП до 2002 года);
- Дмитрий Коноваленко (умер в 2007 году)